# Emad Akel
Emad Akel (en árabe: عماد عقل) fue un militar palestino. Fue comandante de las Brigadas de Ezzeldin Al-Qassam, el brazo militar de Hamás. Fue asesinado por las Fuerzas de Defensa de Israel.

## Biografía
Emad nació en el Campamento de Jabalia, en el norte de la Franja de Gaza, en una familia que emigró después de la guerra de 1948 desde la aldea de Barair (árabe: برعير), cerca de Al-Majdal, donde hoy se encuentra Ascalón.
Según su hermano mayor, Adel, a Emad le interesaba más la geografía que la política. Se dice que era el estudiante más inteligente de su clase en la primaria y luego ayudante de su maestro en la preparatoria. Algunos familiares fueron arrestados, incluido su primo Walid. Parientes lejanos murieron a manos de las tropas israelíes en tiroteos. Posteriormente, se unió a Hamás. El 23 de septiembre de 1988, Emad y su hermano fueron arrestados por su afiliación.
Tras ser liberado de prisión, se convirtió en combatiente en la Franja de Gaza. Se le conoció como "el fantasma" por sus múltiples disfraces, incluyendo uno de colono judío con kipá. A principios de la década de 1990, Akel encabezó la lista de los más buscados de Israel por su presunta participación en el asesinato de 11 soldados israelíes, un civil israelí y cuatro informantes palestinos en una serie de atentados. Según su hermano, en 1991 dijo:

Los israelíes me persiguen y seguirán siguiéndome hasta que me defienda, y entonces moriré a sus manos y, por esta razón, iré al paraíso.

Fue comandante y mentor de Mohammed Deif, quién luego lo sucedió como comandante de las Brigadas al-Qassam en 1993.

## Muerte
El 24 de noviembre de 1993, Akel se escondía con otros soldados de Hamás en una casa en Shuja'iyya, en la Franja de Gaza. Tras ser avisados por un informante palestino las Fuerzas de Defensa de Israel asediaron por varias horas de el barrio. Akel intentó escapar y fue inmediatamente baleado por soldados israelíes. En el momento de su muerte, el periodista Robert Fisk lo calificó como "el activista de Hamás más importante jamás abatido por el ejército israelí". Los soldados israelíes enterraron a Akel en un cementerio del campamento de Jabalia. Para evitar manifestaciones de sus partidarios, se realizó por la noche.
En 1995, Hamás arrestó a Walid Hamdiya, un alto cargo de Hamás, por proporcionar información a Israel que condujo a la muerte de Akel y otros cuatro altos mandos militares de Hamás. En 2002, Hamdiya fue fusilado.

## Legado
En 2009, Hamás estrenó una película sobre su vida. La película fue escrita por el hombre fuerte de Hamás, Mahmoud al-Zahar, y el ministro del Interior, Fathi Hamad. Majed Jundiyeh es el director.